# Печи Шушпа
Печи Шушпа — упразднённый посёлок в Белорецком районе Башкирской АССР России. Входил на год упразднения в состав Журавлинского сельсовета. Ныне урочище Шушпа на территории Нурского сельсовета.

## География
Располагался в 16 км к северо-востоку от райцентра и в 1 км от железнодорожной станции Шушпы.

## История
Основан для обеспечения Белорецкого завода древесным углем. В материалах переписей населения после 1959 не значится. В 1960‑е годы — в составе д. Шушпы.

## Население
В 1939 насчитывалось 279 человек (132 мужчины, 147 женщин), в 1959 — 63 (28 мужчин, 35 женщин).

## Инфраструктура
Основа экономики — углежогство.